# World Gym
World Gym grundades 1976 av Joe Gold under glansdagarna för "Muscle Beach" i Venice, Kalifornien. Sedan dess har World Gym utvecklats till ett internationellt erkänt varumärke.
World Gym har för närvarande cirka 200 franchisetagare över hela världen, som ligger i USA, Kanada, Mexiko, Central- och Sydamerika, Australien, Taiwan, Sydkorea, Indien, Egypten och Förenade Arabemiraten. Planerna omfattar ytterligare en global expansion av franchise-nätverk och öppnandet av regionala gym.